# Margarida da Áustria, Rainha da Espanha
Margarida da Áustria (em alemão:  Margarete von Österreich, em castelhano:  Margarita de Austria-Estiria; Graz, 25 de dezembro de 1584 – San Lorenzo de El Escorial, 3 de outubro de 1611) foi a esposa do rei Filipe III e rainha consorte da Espanha e Portugal e Algarves de 1599 até sua morte. Era filha do arquiduque da Áustria Carlos II, e sua esposa Maria Ana da Baviera.

## Família
Margarida era filha do arquiduque Carlos II de Áustria (o que fazia dela neta do imperador romano-germânico Fernando I) e da arquiduquesa Maria Ana da Baviera.
Teve catorze irmãos, entre os quais se contam Ana de Áustria (esposa de Sigismundo III Vasa da Polônia) e o imperador Fernando II.

## Biografia
Em 18 de abril de 1599, pelo seu casamento com o primo Habsburgo Filipe III de Espanha (II de Portugal), tornou-se rainha consorte de Espanha, Portugal, Nápoles e Sicília.
A rainha Margarida de Áustria se opôs aos abusos e influência de Francisco Gómez de Sandoval y Rojas, Duque de Lerma, ministro de seu marido, sobre os assuntos de governo. O duque conseguiu, primeiramente, que a rainha perdesse influência na corte, mas com  a ajuda do confessor real o frei Luís de Aliaga, iniciou-se uma investigação que deixou a mostra as corrupções que rodeavam o duque de Lerna e seus colaboradores. Alguns destes, como Rodrigo Calderón, foram declarados culpados. O Duque de Lerna perdeu sua influência e teve que abandonar a vida pública em 1618. A rainha Margarida, promotora deste processo, não pode ver a queda de seu inimigo porque havia falecido sete anos antes, por causa de complicações que sofreu durante um parto.
Foi avó materna de Luís XIV de França e do imperador romano-germânico Leopoldo I, ambos inimigos irreconciliáveis.
Margarida e Filipe III tiveram oito filhos:
- Ana de Áustria (1601-1666) - esposa de Luís XIII de França e regente durante a menoridade do seu filho, Luís XIV;
- Maria de Áustria  (1603);
- Filipe IV (1605-1665) - Rei de Espanha;
- Maria Ana de Áustria (1606-1646) - Imperatriz romano-germânica, pelo casamento com o imperador Fernando III;
- Carlos de Áustria  (1607-1632);
- Fernando de Áustria  (1609-1641);
- Margarida de Áustria  (1610-1617);
- Afonso de Áustria  (1611-1612).